# 長體若麗魚
長體若麗魚，為輻鰭魚綱鱸形目隆頭魚亞目慈鯛科的其中一種。被IUCN列為次級保育動物。

## 分布
本魚分布於東非馬拉威湖。

## 特徵
本魚顏色會隨著情緒的起伏而改變，體型修長，體色通常為深藍黑色。從鰓蓋後面起，有許多不完整的灰藍色縱條紋貫穿魚體，長基部背鰭邊緣為深色。體長可達9.5公分。

## 生態
本魚棲息在湖泊水淺的岩石區，屬雜食性，以藻類、浮游生物為食，具有領域性，雌魚和雄魚交尾後，雌魚在喉部孵卵。

## 經濟利用
屬於高經濟價值的觀賞魚。